# Uni Girona Club de Baloncesto
L'Uni Girona Club de Baloncesto è una società femminile di pallacanestro di Gerona, fondata nel 2005.

## Palmarès
- Campionato spagnolo: 2

2014-15, 2018-19
- Coppa della Regina: 1

2021
- Supercoppa di Spagna femminile: 2

2015, 2019